# Міфи про романтичне кохання
Міфи про романтичне кохання — набір загальновизнаних у суспільстві хибних концепцій щодо природи романтичного кохання, що зазвичай визначають його як природне і таке, що включає: статус спорідненої душі, ексклюзивне кохання, сексуальну вірність, ревнощі як мову кохання, бажання одружитися, вічну пристрасть, закоханість — це максимум любові, «кохання перемагає все» та універсальність моногамії. Як і всі хибні уявлення, вважається, що ці міфи неможливо досконало реалізувати в реальності, і вони приносять горе тим, хто намагається їх досягти. Ці міфи спочатку були запропоновані як причина гегемонної маскулінності, оскільки віра в ці концепції про природу романтичного кохання пов'язана з утиском жінок. Дослідження прийшли до висновку, що віра в ці міфи пов'язана з більшою схваленням насильства з боку інтимного партнера, а також вірою в те, що гетеросексуальний моногамний роман є соціальним стандартом.

## Міфи
Дослідник-психолог Карлос Єла Ґарсіа пропонує дев'ять міфів, які суспільством сприймаються як природні якості романтичного кохання.
| Міф про          | Опис |
| ---------------- | --- |
| Кращу половину   | Людина, з якою ви вибрали бути парою, була наперед визначена і була єдиним або найкращим можливим вибором.                                          |
| Винятковість     | Людина може відчувати любов лише до однієї людини одночасно.                                                                                        |
| Вірність         | Пристрасні, романтичні та еротичні бажання повинні задовольнятися виключно партнером(-кою).                                                         |
| Ревнощі          | Ревнощі є показником справжнього кохання. |
| Шлюб             | Пристрасне кохання має призвести до стабільного співжиття пари.                                                                                     |
| Вічну пристрасть | Пристрасна закоханість у перші місяці стосунків може і повинна тривати вічно.                                                                       |
| Еквівалентність  | Поняття «любов» і «закоханість» рівнозначні, а отже, якщо ви перестаєте «закохуватися», це означає, що ви більше не любите свого(-ю) партнера(-ку). |
| Всемогутність    | «Любов може все» і має залишатися незалежно від того, що відбувається у стосунках.                                                                  |
| Моногамність     | Моногамна пара є чимось природним і універсальним, і так було завжди в будь-який час і в будь-якій культурі.                                        |

## Дослідження

### Насильство в стосунках
Були проведені різні дослідження, які пов'язують вірування в міфи про романтичне кохання з більшою ймовірністю здійснення кіберконтролю над партнеркою(-ом) у молодих людей від 18 до 30 років і вищим ступенем виправдання насильства з боку інтимного партнера у дорослих.
Вчені, що публікувалися в Journal of Interpersonal Violence: розробили інструмент для вимірювання любовних міфів. Перегляди призвели до опитувальника з 10 пунктів, згрупованих за двома факторами: ідеалізація та любов-зловживання. Аналіз надійності вказав на адекватну внутрішню узгодженість, а кореляції з насильством на побаченнях і якістю стосунків надали докази його достовірності.
Вчені, які публікувалися в Journal of Adolescence, вивчили 448 іспанських підлітків і попросили заповнити шкалу сприйняття насильства та шкалу міфів, помилок і хибних уявлень про романтичне кохання. Було виявлено значні негативні зв’язки між міфами про романтичне кохання та уявною серйозністю образливої поведінки. Міфи щодо володіння, відданості та ексклюзивності були пов'язані з меншою сприйнятою тяжкістю образливої поведінки у хлопців. Міфи про всемогутність кохання пов'язували з меншою сприйнятою серйозністю образливої поведінки дівчат.
Кілька іспанських вчених, які публікувалися в International Journal of Environmental Research та Громадському здоров'ї, опитали іспанських підлітків і попросили їх заповнити анкету, яка визначила їхнє ставлення до кохання та ґендеру. Вчені прийшли до висновку, що підлітки, які отримали високі бали як у доброзичливому, так і ворожому сексизмі, частіше схвалювали міфи про кохання. Підлітки незалежно від статі також мають більшу ймовірність або демонструвати контролюючу поведінку, або стати жертвою контролюючої поведінки в Інтернеті з партнерами.

### Ґендерні ролі
Ґендерна дослідниця Ґабріелла Черретті припускає, що ідеалізації, які містяться в міфах про романтичне кохання, спонукають жінок ігнорувати інші життєві цілі та прагнення до романтики і розглядати романтику як місце особистої відданості та спосіб здобути ідентичність. Черретті також припускає, що міфи заохочують чоловіків розглядати романтику як сферу, що потребує їх самотньої ініціації та згодом повного керівництва, одночасно пригнічуючи всю емоційну чутливість.
Дослідниця Санчес-Сицилія виявила у дослідженні, що моногамні люди та люди, які ніколи не мали романтичних стосунків, швидше за все вірять у міфи про романтичне кохання. Немоногамні та/або бісексуальні люди рідше підтримували міфи про романтичне кохання порівняно з гетеросексуальними та гомосексуальними респондент(к)ами.
Дослідники «Herenia García & Encarnación Soriano» опитали різних «друзів з привілеями». Вони виявили, що люди були помітно менш ревнивими, але все ще зберігали віру в інші міфи про романтичне кохання з такою ж частотою, як і населення загалом. Вони прийшли до висновку, що, попри домовленості, спрямовані на те, щоб обійти ґендерні очікування любові, більшість людей все ще постійно піддаються їм і в кінцевому підсумку поглинають їх.